# Klaus Militzer
Klaus Militzer (* 9. Juni 1940 in Bochum oder Bielefeld; † 30. März 2022 in Köln) war ein deutscher Mittelalterhistoriker.

## Leben
Nach einem Studium der Geschichtswissenschaft wurde er an der Universität Göttingen 1968 promoviert, 1978 habilitierte er sich dort und war danach als Privatdozent tätig. 1993 ging er an die Ruhr-Universität Bochum, wo er von 1994 bis 2005 außerplanmäßiger Professor für mittelalterliche Geschichte war. Von 1979 bis 2005 war Militzer Wissenschaftlicher Referent am Historischen Archiv der Stadt Köln. Außerdem war er Mitglied in verschiedenen historischen Vereinen und Kommissionen.
Militzer verfasste zahlreiche Bücher u. a. zum Deutschen Orden. Er starb 2022 im Alter von 81 Jahren und wurde auf dem Kölner Melaten-Friedhof beigesetzt.
Seinen Nachlass mit der umfangreichen Bibliothek übernahm die Forschungsstelle Deutscher Orden in Würzburg.

## Publikationen (Auswahl)
- Die Geschichte des Deutschen Ordens. Kohlhammer, Stuttgart 2005, ISBN 978-3-17-022263-2 (google.de).
- Die Entstehung der Deutschordensballeien im Deutschen Reich. Bonn-Bad Godesberg 1970.

- Das Markgröninger Heilig-Geist-Spital im Mittelalter. Ein Beitrag zur Wirtschaftsgeschichte des 15. Jahrhunderts. Konstanzer Arbeitskreis für Mittelalterliche Geschichte e.V., 2015, ISSN 0933-4467 (uni-heidelberg.de).
- Gaffeln, Ämter, Zünfte. Handwerker und Handel vor 600 Jahren. In: Klaus Militzer, Lutz Fenske (Hrsg.): Die Ritterbrüder im livländischen Zweig des Deutschen Ordens (= Quellen und Studien zur baltischen Geschichte. Band 12). Böhlau, Köln/Weimar 1993, ISBN 3-412-06593-5 (online).
- mit Udo Arnold (Hrsg.): Zentrale und Region. Gesammelte Beiträge zur Geschichte des Deutschen Ordens in Preußen, Livland und im Deutschen Reich aus den Jahren 1968 bis 2008 (= Veröffentlichungen der Internationalen Historischen Kommission zur Erforschung des Deutschen Ordens. Band 75). VDG, Weimar 2015, ISBN 978-3-89739-847-4 (online).